# Elke Sehmisch
Elke Sehmisch (Lipsia, 4 maggio 1955) è un'ex nuotatrice tedesca orientale.

## Carriera
Fortemente specializzata nello stile libero, annovera nel proprio palmarès una medaglia d'argento ai Giochi Olimpici di Monaco di Baviera 1972.

## Palmarès
- Giochi olimpici estivi

Monaco di Baviera 1972: argento nella 4x100m stile libero.
- Europei

Barcellona 1970: oro nei 400m e nella 4x100m stile libero.